# لونا بليسي
لونا بليسي (بالإنجليزية: Luna Blaise)‏ هي ممثلة أمريكية، ولدت في 1 أكتوبر 2001 في لوس أنجلوس في الولايات المتحدة.

## أعمال

### مسلسلات
- اللائحة

## وصلات خارجية
- لونا بليسي على موقع IMDb (الإنجليزية)
- لونا بليسي على موقع قاعدة بيانات الفيلم (الإنجليزية)